# ISO 3166-2:AR
ISO 3166-2:AR
là chuẩn ISO định nghĩa mã địa lý. Nó là tập con của ISO 3166-2 áp dụng cho
Argentina.
Nó mô tả một quận liên bang (AR-C) và 23 tỉnh. Phần đầu tiên là mã ISO 3166-1 AR của Argentina, phần thứ hai là một ký tự.
Những ký tự có gốc từ hệ thống Biển đăng kiểm Argentina.

## Mã
| Mã   | Tên (es)            | Loại      |
| ---- | ------------------- | --------- |
| AR-B | Buenos Aires        | tỉnh      |
| AR-K | Catamarca           | tỉnh      |
| AR-H | Chaco               | tỉnh      |
| AR-U | Chubut              | tỉnh      |
| AR-C | Buenos Aires        | thành phố |
| AR-X | Córdoba             | tỉnh      |
| AR-W | Corrientes          | tỉnh      |
| AR-E | Entre Ríos          | tỉnh      |
| AR-P | Formosa             | tỉnh      |
| AR-Y | Jujuy               | tỉnh      |
| AR-L | La Pampa            | tỉnh      |
| AR-F | La Rioja            | tỉnh      |
| AR-M | Mendoza             | tỉnh      |
| AR-N | Misiones            | tỉnh      |
| AR-Q | Neuquén             | tỉnh      |
| AR-R | Río Negro           | tỉnh      |
| AR-A | Salta               | tỉnh      |
| AR-J | San Juan            | tỉnh      |
| AR-D | San Luis            | tỉnh      |
| AR-Z | Santa Cruz          | tỉnh      |
| AR-S | Santa Fe            | tỉnh      |
| AR-G | Santiago del Estero | tỉnh      |
| AR-V | Tierra del Fuego    | tỉnh      |
| AR-T | Tucumán             | tỉnh      |